# Asylbek Momunov
Asylbek Manapovič Momunov (in russo Асылбек Манапович Момунов?; Frunze, 8 marzo 1966 – Regione di Almaty, 29 marzo 1996) fu un calciatore sovietico che dopo il 1992 rappresentò il Kirghizistan, nella cui nazionale disputò 9 incontri tra il 1992 e il 1994.
Morì a trent'anni in Kazakistan a causa di un incidente stradale.

## Biografia
Gran parte della carriera di Momunov si svolse tra Oš e Frunze (nome di Biškek ai tempi di quando era capitale della repubblica sovietica chirghisa); in particolare, nella squadra della capitale vinse due titoli nazionali consecutivi dopo l'indipendenza del Kirghizistan, nel 1992 e nel 1993: quest'ultimo fu anche l'anno in cui fu nominato miglior calciatore chirghiso.
Trascorse pure una stagione in prestito in Bulgaria all'Haskovo, per poi trasferirsi in Uzbekistan al Paxtakor.
Nel 1995 fu ingaggiato in Kazakistan a Taldıqorğan.
In nazionale chirghisa disputò 9 incontri, il primo dei quali, coincidente con il debutto assoluto della nazionale del Paese ex-sovietico, il 23 agosto 1992 a Tashkent contro l'Uzbekistan (sconfitta 0-3); segnò il suo primo e unico goal internazionale il 3 ottobre 1992 in occasione di una sconfitta interna 2-6 a Biškek contro lo stesso avversario.
Di nuovo contro gli uzbechi, nell'aprile 1994 a Tashkent, fu l'ultima presenza di Momunov in nazionale, un altro 0-3 come l'esordio due anni prima.
Morì il 29 marzo 1996 in Kazakistan sul tratto autostradale tra Almaty e Taldıqorğan a trent'anni da poco compiuti: l'autovettura su cui lui e altri quattro giocatori viaggiavano uscì di strada e tre di loro rimasero uccisi nell'urto; insieme a Momunov morirono anche i giocatori internazionali Tagir Fasachov e Kanatbek Išenbaev.
Il 12 ottobre 2017 fu aperta ad Oš un'accademia calcistica federale intitolata a suo nome, finanziata con un milione di dollari dalla FIFA; neppure tre anni più tardi tuttavia, nel giugno 2020, la federazione calcistica nazionale affittò l'accademia in locazione decennale a un privato, proprietario del Kaganat PF.
Alla sua memoria, inoltre, dal 2018 si tiene presso la citata accademia di Oš il Torneo internazionale "Asylbek Momunov", che vede in campo squadre giovanili di Kirghizistan, Kazakistan e Uzbekistan.

## Palmarès
- Campionati kirghizi: 2
Alga Biškek: 1992, 1993
- Coppe del Kirghizistan: 2
Alga Biškek: 1992, 1993